# Asociación Deportiva Limonense
L'Asociación Deportiva Limonense è una società calcistica costaricana della città di Limón, fondata il 10 luglio 1961. Nel 2009 la squadra ha assunto il nome di Limón Fútbol Club.
Attualmente la squadra gioca la stagione 2011 - 2012 della Liga de Ascenso. La sua sede è l'Estadio Juan Gobán, i colori della squadra sono il bianco ed il verde, popolarmente conosciuti come "caribeños".

## Storia
L'Asociación Deportiva Limonense fu fondata il 10 luglio 1961, in quello stesso anno debuttò nella Liga de Ascenso. Nel 1963 fu promossa in Prima Divisione, dove si mantenne per 6 stagioni. Nel 1971 raggiunse nuovamente la Prima Divisione, in cui rimase per 23 campionati.
Nel 1995 ritornò nella Liga de Ascenso, e l'anno seguente, sotto la guida dell'allenatore Rónald "El Macho" Mora, riguadagnò la promozione in Prima Divisione in cui rimase per 4 stagioni.
Nelle ultime 5 stagioni nella Liga de Ascenso, non ha raggiunto l'auspicato ritorno in Prima Divisione.

## Palmarès

### Competizioni nazionali
- Segunda División de Costa Rica: 3

1970-1971, 1997-1998, 2009-2010

## Membri della Giunta Direttiva
- Presidente: Orlando Barnes
- Vicepresidente 1: Walter Barantes
- Vicepresidente 2: Edgar Owen

## Rosa 2008-2009
| N. |                       | Ruolo | Calciatore         |
| -- | --------------------- | ----- | ------------------ |
|    | Costa Rica (bandiera) |       | David Diach        |
|    | Costa Rica (bandiera) |       | Billy Flemmings    |
|    | Costa Rica (bandiera) |       | Warner Hernández   |
|    | Panama (bandiera)     |       | David Arrúe        |
|    | Costa Rica (bandiera) |       | Yozhinar Reid      |
|    | Costa Rica (bandiera) |       | Reynaldo Parks     |
|    | Costa Rica (bandiera) |       | Kevin Steward      |
|    | Costa Rica (bandiera) |       | Danny Johnson      |
|    | Costa Rica (bandiera) |       | Kervin Lacey       |
|    | Costa Rica (bandiera) |       | Gerald Hidalgo     |
|    | Costa Rica (bandiera) |       | Andy Phillips      |
|    | Costa Rica (bandiera) |       | Alexander Espinoza |
|    | Costa Rica (bandiera) |       | Dean Stamp         |

| N. |                       | Ruolo | Calciatore              |
| -- | --------------------- | ----- | ----------------------- |
|    | Costa Rica (bandiera) |       | Dave Benneth            |
|    | Costa Rica (bandiera) |       | Lineker Nova            |
|    | Costa Rica (bandiera) |       | Efrain López            |
|    | Costa Rica (bandiera) |       | Ken Brown               |
|    | Costa Rica (bandiera) |       | Wilfredo Anglin         |
|    | Costa Rica (bandiera) |       | Luis Diego Morales      |
|    | Costa Rica (bandiera) |       | Leonel Wilson           |
|    | Costa Rica (bandiera) |       | Michael Dailey          |
|    | Costa Rica (bandiera) |       | Diego Sandi             |
|    | Costa Rica (bandiera) |       | Froilan Guthrie         |
|    | Costa Rica (bandiera) |       | Everod Roberto Mc Cloud |
|    | Costa Rica (bandiera) |       | Richard Smith           |
|    | Costa Rica (bandiera) |       | Michael Myers           |

### Staff tecnico
- Direttore tecnico: Orlando de Leòn
- Preparatore fisico: Roger David Navarro
- Massaggiatore: Fernando Ford
- Assistente tecnico: Maxcie Green